# Гитарный бой
Гитарный бой — самый известный приём игры на гитаре. Заключается в ударном звукоизвлечении (отсюда и название), резким, но скользящим ударом — по отдельным, рядом расположенным, струнам, либо по всем сразу. Существуют его усложнённые виды, например «испанский бой» («расгеадо», исп. Rasgueado), который разделяется на подвиды — «восходящий», «нисходящий», «кольцевой». Применяется для игры на гитаре во время исполнения танца фламенко, в отличие от классической игры на гитаре, щипок струны осуществляется внешней стороной пальцев (ногтями).

## История названий ударной техники
До 19 века подобные техники игры на гитаре иногда назывались баттуто (итал. battuto) или голпеадо (исп. golpeado).

## Виды гитарных боев

#### «Четвёрка»
Повторяющихся ударных движений четыре: ⬇⬆⬇⬆ или ⬇⬆X⬆

#### «Шестёрка»
Повторяющихся ударных движений шесть: ⬇-⬇⬆-⬆⬇⬆

#### «Шестёрка с глушением»
Повторяющихся ударных движений шесть: ⬇-X⬆-⬆X⬆ 

#### «Восьмёрка»
Повторяющихся ударных движений восемь, при этом возможны разнообразные варианты этого боя:
- с паузами между ударами по струнам;
- с чередованием ударов большим и указательным пальцем;
- игра с приглушкой (глушением)
- и так далее.

Вариант 1: ⬇ - ⬇ - ⬆⬇-⬇⬆-⬇⬆ Вариант 2: ⬇ - ⬇ - ⬆⬆⬇-⬇-⬇⬆ Вариант 3: ⬇ - ⬇ - ⬆⬆- ⬆⬇-⬇⬆ --

#### «Испанский бой» или «расгеадо»

##### Восходящее расгеадо
Исполняется в направлении от 6-й струны к 1-й. 
Гитарист собирает пальцы под кисть, кроме большого, и затем распускает «веер», проводя каждым пальцем по струнам и получая непрерывный поток звука.

##### Нисходящее расгеадо
Исполняется от 1-й к 6-й струне. Суть этого приема в том, что раскрытый «веер» скользит в направлении от первой струны к шестой, начиная с мизинца и заканчивая указательным пальцем. Как и в восходящем расгеадо, должен получиться непрерывный поток звука.

##### Кольцевое расгеадо
Это сочетание двух приемов: восходящего и нисходящего расгеадо.

## Примечание
1. ↑  Rasgueado. Grove Music Online (2001). Дата обращения: 17 февраля 2018. Архивировано 18 февраля 2018 года.